# Акулов, Иван Алексеевич
Ива́н Алексе́евич Аку́лов (12 (24) апреля 1888, Санкт-Петербург, Российская империя — 30 октября 1937, Москва, СССР) — советский партийный и государственный деятель. Первый Прокурор СССР, председатель Вятского и Оренбургского губкомов РКП(б), председатель Революционного комитета по управлению Киргизским (Казахским) краем. Репрессирован, реабилитирован посмертно.

## Биография
Родился 12 (24) апреля 1888 в Санкт-Петербурге, в семье бедного торговца. По национальности русский. В раннем детстве потерял отца, четверых малолетних детей пришлось воспитывать матери. Оказался в приюте. В 1905 году с отличием окончил Петербургскую торгово-промышленную школу. Работал канцеляристом в торгово-промышленной газете г. Санкт-Петербурга.
С 1907 г. член РСДРП(б), уже в следующем году был приговорён к году заключения в крепости. Был одним из организаторов большевистской фракции в профессиональном союзе металлистов, а впоследствии секретарём этого союза. В 1912 году по рекомендации А. Е. Бадаева его избрали в Петербургский комитет РСДРП(б). В 1913 году избран членом Исполнительной комиссии Петербургского комитета РСДРП. В 1913 году был дважды арестован и в конце концов выслан в Самарскую губернию, откуда бежал.
После Февральской революции перебрался в Новгородскую губернию, где активно помогал местным партийным организациям. Затем вернулся в Выборг и создал там военную организацию РСДРП(б), в том же году был избран делегатом от Выборга на VII (Апрельскую) Всероссийскую конференцию и VI съезд РСДРП(б).
Участник Октябрьского вооружённого восстания в Петрограде.
В декабре 1917 года — январе 1918 года секретарь Екатеринбургского комитета РКП(б).
В январе — мае 1918 года — секретарь Уральского обкома РКП(б).
С мая по август 1918 года — член оперативного штаба и комиссар снабжения Челябинско-Златоустовского фронта Красной армии.
В сентябре 1918 года — январе 1919 года — председатель Исполнительного комитета Вятского губернского Совета и одновременно председатель Вятского губкома РКП(б).
Через 4 месяца отозван для организации обороны г. Оренбурга. В феврале 1919 — августе 1920 — секретарь Оренбургского губкома РКП(б).
С августа 1920 по январь 1921 года секретарь Киргизского бюро РКП(б) и член Президиума ЦИК Киргизской АССР.
С 3 марта 1921 г. — секретарь Крымского областного комитета РКП(б) и одновременно секретарь Крымского Революционного комитета. Продолжил политику своих предшественников по проведению красного террора.
В 1923—1925 и 1930—1934 годах — член Центральной Контрольной Комиссии РКП(б). С 16 мая 1924 по 6 декабря 1925 года — член Центральной Контрольной Комиссии КП(б) Украины. С 12 декабря 1925 по 5 июня 1930 года — член ЦК КП(б)У.
С 1922 по 1925 год — председатель Донецкого Союза чернорабочих. В 1922—1927 годах — член Президиума ЦК Союза горняков. С 1927 года — председатель Всеукраинского совета профессиональных союзов (ВУСПС). 29 ноября 1927 — 16 марта 1928 года — член Организационного бюро ЦК КП(б) Украины.
Член ЦК ВКП(б) в 1927—1930 годах.
С 1929 г. — 2-й секретарь и член президиума ВЦСПС. С июня 1929 года — член Совета Труда и Обороны СССР.
13 июля 1930 — 26 января 1934 года — член Центральной Контрольной Комиссии ВКП(б).
С июля 1930 по октябрь 1931 года — заместитель Наркома Рабоче-крестьянской инспекции СССР — член Президиума Центральной Контрольной Комиссии ВКП(б). Одновременно с 13 июля 1930 по 2 октября 1932 года — член Организационного бюро ЦК ВКП(б), и по 26 января 1934 года — член Президиума ЦКК.
В 1931—1932 гг. первый заместитель председателя ОГПУ. Вдова Бухарина вспоминала об этом так: «В конце 1931 года, после процесса Союзного Бюро меньшевиков, Сталин… сделал заместителем Ягоды Ивана Алексеевича Акулова, человека непреклонной воли, кристальной честности и огромного мужества, пользующегося особым уважением и доверием товарищей. Иван Алексеевич стал наводить порядок в ОГПУ и очень скоро пришелся не ко двору».
С 1932 г. секретарь ЦК КПБ(У) по Донбассу, член политбюро и оргбюро ЦК КПБ(У).
20 июня 1933 года возглавил только что созданную Прокуратуру СССР (его заместителем стал Андрей Вышинский).
26 января—10 февраля 1934 года делегат XVII съезда ВКП(б).
После убийства Кирова формально руководил расследованием.
3 марта 1935 года утверждён секретарём и членом Президиума ЦИК СССР.
В феврале 1937 года являлся председателем комиссии по организации похорон Орджоникидзе.
9 июля 1937 года был освобождён с поста секретаря ЦИК СССР «по болезни».
23 июля 1937 года арестован, 29 октября 1937 года Военной коллегией Верховного Суда СССР под председательством В. Ульриха приговорён к расстрелу по обвинению в участии в контрреволюционном военном заговоре. Приговор был приведён в исполнение на следующий день, 30 октября 1937 года. (В БСЭ указывалась иная дата — 1939 год).
Реабилитирован Военной коллегией Верховного суда СССР 18 декабря 1954 года, восстановлен в партии КПК при ЦК КПСС 27 мая 1955 года.
Делегат VII Апрельской Всероссийской конференции РСДРП(б), VI—XVII съездов партии, II—XVI Всероссийских съездов Советов.
Один из организаторов массовых репрессий в СССР.

## Семья
- Жена — Надежда Исааковна Шапиро (1907—1990). Похоронена на Донском кладбище.
  - Сын — Гавриил Иванович Акулов (1928—1985), архитектор[8], 
    - Внук — Алексей Гавриилович Акулов (род. 1962), российский археолог.

  - Дочь — Елена Ивановна (1938—2006).

## Память

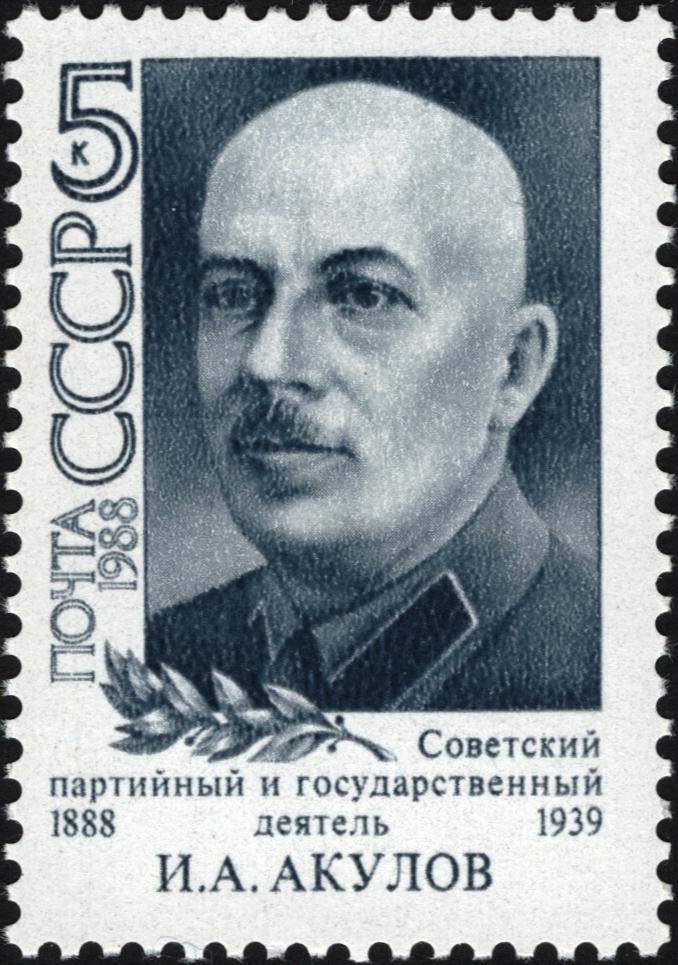
Почтовая марка СССР «К 100-летию со дня рождения И. А. Акулова»

- В 1988 году была выпущена почтовая марка СССР, посвящённая Акулову.
- Одна из улиц в Выборге названа в честь Акулова.